# Matilde Iborra
Matilde Iborra García (Elche, Baix Vinalopó, 1899 - 6 de enero de 1975) fue una dirigente valenciana de Unión Republicana.

## Biografía
Nació en Elche en 1899 y fue enfermera del Hospital Municipal de esta localidad durante la Guerra Civil Española. Militante del Partido Republicano Radical Socialista, fue nombrada presidenta del Comité Femenino de su partido en 1932, por lo cual podemos suponer que fue una de las mujeres más activas políticamente desde la proclamación de la Segunda República. El ayuntamiento ilicitano no llegó a contar con ninguna mujer entre los años 1931-1936 y tendría que llegar la Guerra Civil para que se incorporaran como consejeras municipales mujeres socialistas, comunistas y republicanas; la CNT fue la única organización que no llegó a ser representada por mujeres. En el caso de los partidos republicanos, en Elche el partido con mayor presencia fue la Unión Republicana de Diego Martínez Barrio, que llegó a contar con el semanario Adelante durante la Guerra Civil. Respecto a la actividad política de Matilde Iborra García, no se encuentran muchas referencias. Así, se sabe que el 2 de febrero de 1936, en la campaña electoral de las elecciones generales del 16 de febrero, participó en un mitin de Unión Republicana en su sede social, donde intervinieron, además de Matilde Iborra, Serafín Esclapez, Francisco Boix Lizón y Rafael Ramos Folqués. El 25 de septiembre de 1936, el diario republicano El Día d'Alacant informó de la visita en Madrid del Batallón Martínez Barrio de las militantes de Unión Republicana Milagros Pelegrín, Antonia Castellano y Matilde Iborra, con 8.000 piezas de abrigo. Matilde Iborra fue nombrada el 25 de septiembre de 1936 representante del ayuntamiento en la comisión creada «Prosetmana del xiquet».
El 31 de marzo de 1937 fue nombrada consejera municipal y cuarta teniente de alcalde, en sustitución de José Conrado Alcaraz Parra, donde se ocupó de los departamentos de Plazas y mercados; Vías y obras; y Abastecimientos. Sustituyó a su compañero de partido José Conrado Alcaraz Parra cuando este, suponemos, fue movilizado. El 5 de abril de 1937 formó parte de la Comisión de Abastecimientos, junto a Rita García (PSOE), Juan Campello García (CNT), Leopoldo Maestre Micó (ER) y Pedro Escalante (PCE). La única intervención de Matilde Iborra en un pleno que se ha podido recoger se produjo el 28 de julio de 1937 cuando, con su compañero de partido Boix Lizón, pidieron que los heridos y los enfermos que ingresaran en el Hospital Municipal entregaran voluntariamente el dinero que llevaran encima. El 27 de octubre de 1937 solicitó la excedencia del Hospital Municipal para dedicarse a la Consejería de Abastecimientos y el 1 de diciembre de este año fue sustituida, sin que se conozca los motivos, por Francisco Antón Rodríguez. Por su compañera de partido Milagros Pelegrín se sabe que sufrió unos tres años de prisión en la posguerra, y que pasó por los centros penitenciarios de Elche, Alicante y Barcelona. Murió con 76 años.